# Звіреви
Зві́реви (рос. Зверевы) — присілок у складі Юр'янського району Кіровської області, Росія. Входить до складу Загарського сільського поселення.
Населення становить 2 особи (2010, 9 у 2002).
Національний склад станом на 2002 рік — росіяни 100 %.